# Tour of Qatar 2003
Il Tour of Qatar 2003, seconda edizione della corsa, si svolse dal 31 gennaio al 4 febbraio su un percorso di 710 km ripartiti in 5 tappe. Fu vinto dall'italiano Alberto Loddo della Lampre davanti al tedesco Olaf Pollack e al ceco Ján Svorada.

## Tappe
| Tappa  | Data       | Percorso                    | km    | Vincitore di tappa | Leader cl. generale |
| ------ | ---------- | --------------------------- | ----- | ------------------ | ------------------- |
| 1ª     | 31 gennaio | Doha > Doha                 | 90    | Alberto Loddo      | Alberto Loddo       |
| 2ª     | 1 febbraio | Ras Laffan > Doha           | 137   | Damien Nazon       | Alberto Loddo       |
| 3ª     | 2 febbraio | Camel Race Track > Doha     | 187,5 | Stefan van Dijk    | Alberto Loddo       |
| 4ª     | 3 febbraio | Al Wakrah > Doha            | 151,5 | Ivan Quaranta      | Alberto Loddo       |
| 5ª     | 4 febbraio | Sealine Beach Resort > Doha | 144   | Servais Knaven     | Alberto Loddo       |
| Totale | Totale     | Totale                      | 710   |                    |                     |

## Dettagli delle tappe

### 1ª tappa
- 31 gennaio: Doha > Doha – 90 km

| Pos. | Corridore        | Squadra      | Tempo    |
| ---- | ---------------- | ------------ | -------- |
| 1    | Alberto Loddo    | Lampre       | 2h01'44" |
| 2    | Damien Nazon     | Br. La Boul. | s.t.     |
| 3    | Massimo Strazzer | Phonak       | s.t.     |

| Pos. | Corridore        | Squadra      | Tempo    |
| ---- | ---------------- | ------------ | -------- |
| 1    | Alberto Loddo    | Lampre       | 2h01'34" |
| 2    | Massimo Strazzer | Phonak       | a 3"     |
| 3    | Damien Nazon     | Br. La Boul. | a 4"     |

### 2ª tappa
- 1 febbraio: Ras Laffan > Doha – 137 km

| Pos. | Corridore     | Squadra      | Tempo    |
| ---- | ------------- | ------------ | -------- |
| 1    | Damien Nazon  | Br. La Boul. | 2h47'26" |
| 2    | Alberto Loddo | Lampre       | s.t.     |
| 3    | Giosuè Bonomi | Saeco        | s.t.     |

| Pos. | Corridore     | Squadra      | Tempo    |
| ---- | ------------- | ------------ | -------- |
| 1    | Alberto Loddo | Lampre       | 4h48'51" |
| 2    | Damien Nazon  | Br. La Boul. | a 3"     |
| 3    | Julian Dean   | Team CSC     | a 13"    |

### 3ª tappa
- 2 febbraio: Camel Race Track > Doha – 187,5 km

| Pos. | Corridore       | Squadra    | Tempo    |
| ---- | --------------- | ---------- | -------- |
| 1    | Stefan van Dijk | Lotto-Domo | 4h24'16" |
| 2    | Ján Svorada     | Lampre     | s.t.     |
| 3    | Ivan Quaranta   | Saeco      | s.t.     |

| Pos. | Corridore     | Squadra      | Tempo    |
| ---- | ------------- | ------------ | -------- |
| 1    | Alberto Loddo | Lampre       | 9h13'04" |
| 2    | Damien Nazon  | Br. La Boul. | a 3"     |
| 3    | Julian Dean   | Team CSC     | a 15"    |

### 4ª tappa
- 3 febbraio: Al Wakrah > Doha – 151,5 km

| Pos. | Corridore          | Squadra | Tempo    |
| ---- | ------------------ | ------- | -------- |
| 1    | Ivan Quaranta      | Saeco   | 3h16'54" |
| 2    | Massimo Strazzer   | Phonak  | s.t.     |
| 3    | Stefan Kupfernagel | Phonak  | s.t.     |

| Pos. | Corridore     | Squadra      | Tempo     |
| ---- | ------------- | ------------ | --------- |
| 1    | Alberto Loddo | Lampre       | 12h29'55" |
| 2    | Damien Nazon  | Br. La Boul. | a 6"      |
| 3    | Julian Dean   | Team CSC     | a 18"     |

### 5ª tappa
- 4 febbraio: Sealine Beach Resort > Doha – 144 km

| Pos. | Corridore       | Squadra      | Tempo    |
| ---- | --------------- | ------------ | -------- |
| 1    | Servais Knaven  | Quick Step   | 2h59'47" |
| 2    | Olaf Pollack    | Gerolsteiner | a 2"     |
| 3    | Lars Michaelsen | Team CSC     | s.t.     |

| Pos. | Corridore     | Squadra     | Tempo     |
| ---- | ------------- | ----------- | --------- |
| 1    | Alberto Loddo | Lampre      | 15h29'56" |
| 2    | Olaf Pollack  | Gerolstein. | s.t.      |
| 3    | Ján Svorada   | Lampre      | a 7"      |

## Classifiche finali

### Classifica generale
| Pos. | Corridore           | Squadra      | Tempo     |
| ---- | ------------------- | ------------ | --------- |
| 1    | Alberto Loddo       | Lampre       | 15h29'56" |
| 2    | Olaf Pollack        | Gerolstein.  | s.t.      |
| 3    | Ján Svorada         | Lampre       | a 7"      |
| 4    | Lars Michaelsen     | Team CSC     | s.t.      |
| 5    | Damien Nazon        | Br. La Boul. | a 9"      |
| 6    | Julian Dean         | Team CSC     | a 20"     |
| 7    | Aurélien Clerc      | Quick Step   | a 26"     |
| 8    | Léon van Bon        | Lotto-Domo   | a 28"     |
| 9    | Nicolas Jalabert    | Team CSC     | a 29"     |
| 10   | James Vanlandschoot | Vlaanderen   | a 30"     |